# Pilosella
Pilosella és un subgènere de plantes del gènere Hieracium. Alguns autors prefereixen considerar-lo com un gènere a part: Pilosella Hill.
Es diferencia del subgènere Hieracium en els següents aspectes:
- Són plantes molt sovint estoloníferes.
- La mida dels aquenis madurs no passa mai de 2,5 mm de longitud.
- Els aquenis tenen unes costes longitudinals que no s'acaben a la part superior amb l'estret anell de l'altre subgènere sinó que estan simplement tallades, una mica crescudes.
- Els pèls del papus estan disposats en una sola fila.
- La part de sota de les lígules de vegades és més o menys vermellosa.
- Fulles molt sovint flocoses al revers, és a dir, cobertes d'un toment dens blanquinós.

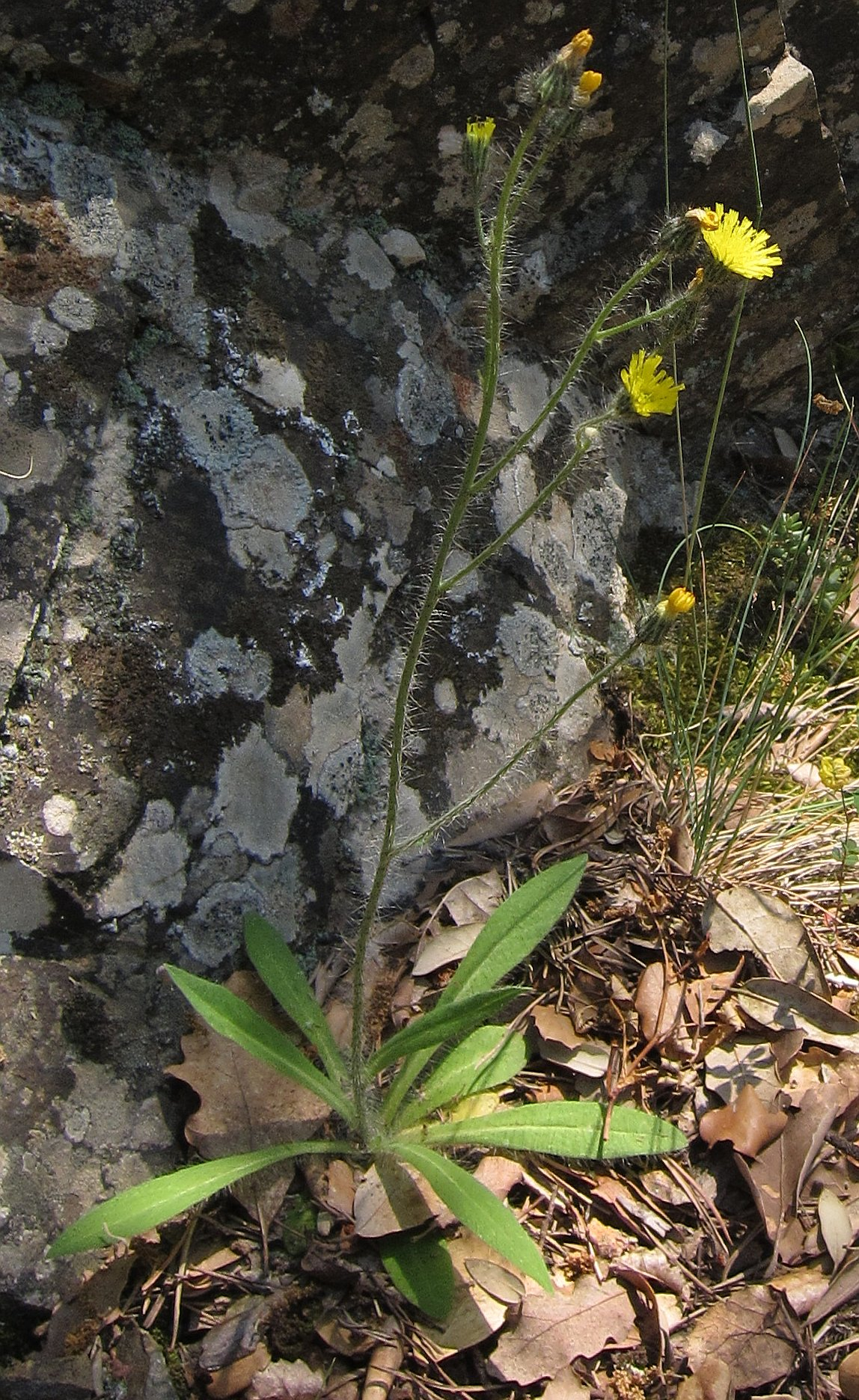
Hieracium anchusoides Arv.-Touv., espècie que sol tenir tiges folioses i diversos capítols

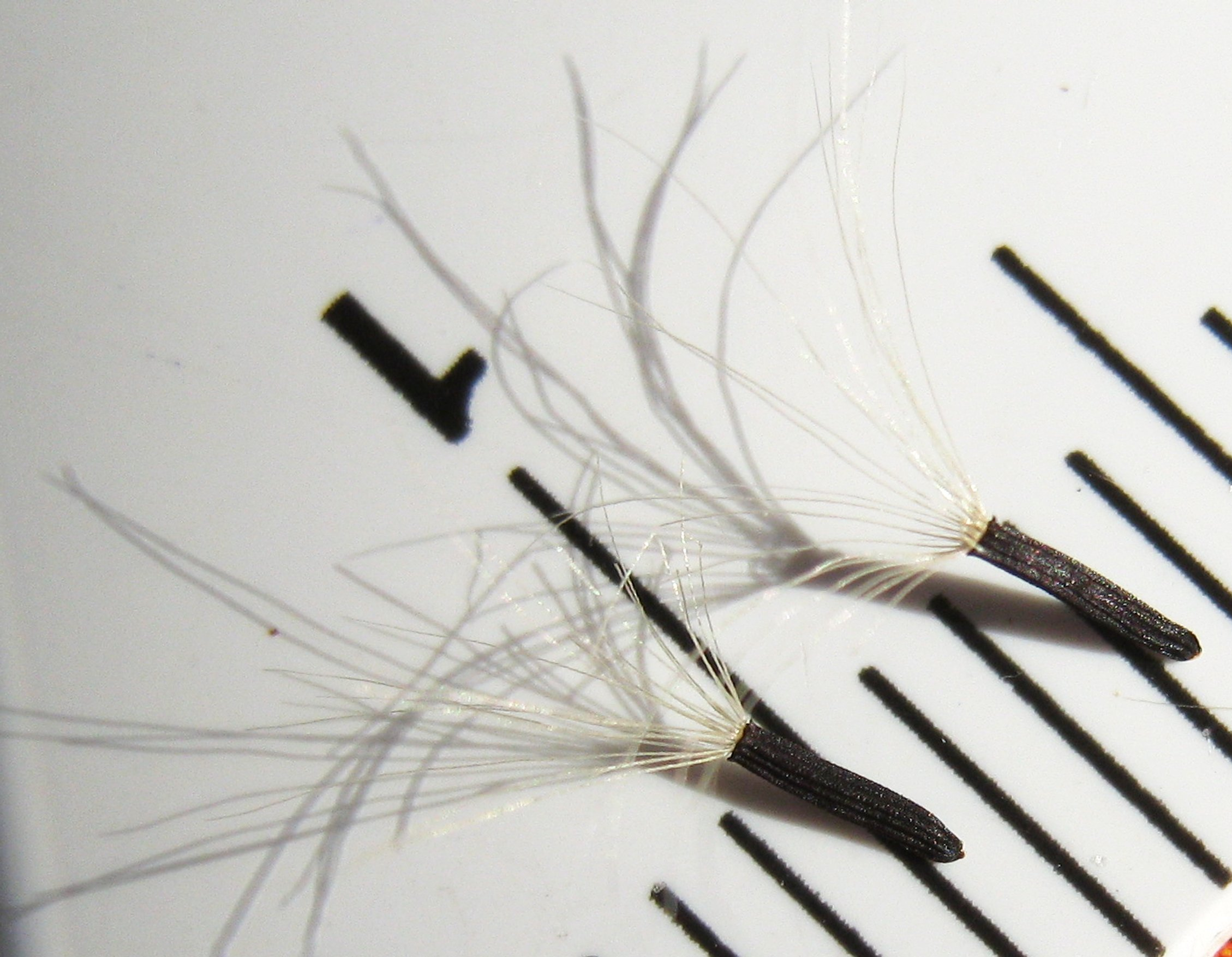
Aquenis de H. tardans, les marques són mm.

## Morfologia
Plantes amb un conjunt de fulles basals disposades en forma de roseta, de la que surt generalment una sola tija amb fulles o sense, que sosté un o diversos capítols de flors ligulades grogues, en la majoria d'espècies d'un color groc clar a la part superior, com descolorit. Els capítols són de forma aproximadament cilíndrica, amb les bràctees involucrals lanceolades o linears la majoria de vegades, en alguna espècie més amples i quasi ovades, i no disposades regularment en files. Aquenis sempre negrosos quan són madurs, amb un papus format per pèls dentats, rígids i fràgils. Les fulles basals o caulinars, atenuades a la base, però en poques espècies arriben a ser peciolades, sempre enteres, o feblement denticulades. Els estolons, en cas que n'hi hagi, solen tenir fulles iguals però més petites. Tota la planta és més o menys abundantment i diversament pilosa.
Com a excepció, a l'espècie H. castellanum Boiss. & Reuter les tiges no surten del centre d'una roseta de fulles, sinó de l'extrem dels estolons de l'any.
Es pot separar en dues seccions, una amb plantes amb un sol capítol per tija, aquesta sempre sense fulles, i una altra amb tiges més o menys folioses i quasi sempre capítols més o menys nombrosos.

### Un sol capítol
Plantes sempre estoloníferes. Tija sense fulles. Rarament es pot veure una tija florífera sortint del mig d'un estoló. Fulles flocoses a la part de sota.

### Diversos capítols
Plantes no sempre estoloníferes. Tiges amb fulles i bràctees, que porten de dos o més capítols. Fulles no sempre flocoses a la part de sota.

## Espècies més corrents als Països Catalans

### Un sol capítol
- Hieracium billyanum De Retz
- Hieracium castellanum Boiss. et Reuter
- Hieracium hypeuryum Peter
- Hieracium peleterianum Mérat
- Hieracium periphanoides Zahn in Schinz et Keller
- Hieracium pilosella L.
- Hieracium pseudopilosella Ten.
- Hieracium tardans Peter

### Diversos capítols
- Hieracium anchusoides Arv.-Touv.
- Hieracium bauhinii Besser
- Hieracium breviscapum DC. in Lam. et DC
- Hieracium lactucella Wallr.
- Hieracium neohybridum Arv.-Touv.
- Hieracium pseudohybridum Arv.-Touv.

En aquest gènere, hi ha sovint hibridaciódegut entre les espècies principals. Entre els híbrids resultants i aquestes espècies i dels híbrids entre ells mateixos, hi ha una gran quantitat de formes que han donat lloc a una llista llarguíssima d'espècies. Cada una de les tres primeres referències de les esmentades més avall inclou la seva particular i sintètica clau de determinació, però no és gens difícil de trobar exemplars que no es poden identificar prou satisfactòriament amb cap de les tres.

## Hàbitat
Molt divers segons les espècies, des de prop del nivell del mar fins a uns 2700 m. d'altitud. Absents dels llocs massa eixuts, indrets boscans amb poca llum i terrenys remoguts.